# Nokere (helling)
De helling Nokere is een heuvel in Nokere, in de Belgische provincie Oost-Vlaanderen. De helling wordt ook wel Waregemsestraat genoemd.

## Wielrennen
In de wielersport wordt de helling meermaals afgedaald in diverse wielerwedstrijden zoals Nokere Koerse. In 2025 is de helling opgenomen als laatste helling en finish in Nokere Koerse, afwijkend van de finish op Nokereberg.
De helling wordt in 2023 voor het eerst beklommen in Dwars door Vlaanderen als laatste helling van de dag.